# Потік (Хустський район)
Поті́к — село в Україні, у Закарпатській області, Хустському районі. Входить до складу Пилипецької сільської громади.
За легендою, колись тут татари повбивали людей, тому потік, а пізніше і село, назвали Кривавчат Потік.
Перша згадка у 1789-році як Kravecz Potuk, Kroavecz Patak. Інші згадки: Keravetz, 1828-Kirvavecz, 1892-Kirvavecz telep, 1898-Kirvavecz, 1907-та 1918-Bükköskő, 1930-Kervavčat Potok, 1944-Kirvavecpatak, Кирвавецпотокъ, 1983-Потік, Поток.
Храм Вознесіння Господнього. 1936.
Церква не стара, але витримана в класичних традиціях місцевого бароко: складається з трьох різновеликих приміщень, з яких нава — найширша, має двосхилі дахи, низьку широку вежу під восьмигранним шатром зі слабо розвинутим бароковим завершенням, ґанок на стовпчиках. Враження від гарного храму псує бляшане покриття й обшивка зрубів картонними листами, під якими щезли аркади голосниць. Строкатості додає шиферна покрівля на головному фасаді.
Збудував церкву відомий майстер з села Сойми Дмитро Фічоряк (1878—1940) за 5200 чехословацьких корон. Разом з ним працював його син Дмитро та Михайло Кінч. Ці майстри мали високу кваліфікацію — робили, крім хат, інженерні споруди — водяні млини і пили, а також різноманітну різьбарську роботу до церков у навколишніх селах.
До спорудження церкви на цвинтарі була дерев'яна дзвіниця, до якої прибудували маленьку наву, перетворивши її таким чином на каплицю. Розповідають, що жителі сусідньої Річки всіляко збиткувалися над маленьким Потоком, не пускали до сусідів священика на свята.
Коли потічани збудували каплицю і святили коло неї паски, то священика знову не пустили, і тоді значна частина селян перейшла у православ'я, щоб не залежати від Річки. Каплицю з часом розібрали.

## Населення
Згідно з переписом УРСР 1989 року чисельність наявного населення села становила 149 осіб, з яких 72 чоловіки та 77 жінок.
За переписом населення України 2001 року в селі мешкали 144 особи.

### Мова
Розподіл населення за рідною мовою за даними перепису 2001 року:
| Мова       | Відсоток |
| ---------- | -------- |
| українська | 99,32 %  |
| російська  | 0,68 %   |

## Туристичні місця
- Храм Вознесіння Господнього. 1936. Теперішня церква — одна з останніх дерев'яних церков, споруджених перед Другою світовою війною. 
- За легендою, колись тут татари повбивали людей, тому потік, а пізніше і село, назвали Кривавчат Потік.